# Albert Flasher
«Albert Flasher» es una canción escrita por el músico Burton Cummings e interpretada por la banda canadiense The Guess Who. Fue publicado inicialmente como el lado B de «Broken» en 1971, sin embargo, fue promovida como lado A a mediados de mayo del mismo año, de acuerdo a Billboard Hot 100. A pesar de no haber aparecido en ninguno de sus álbumes de estudio, fue incluida en la reedición del álbum de 1971, So Long, Bannatyne.
El título de la canción se debe a que Cummings vio un botón con la etiqueta "alert flasher" en una consola de transmisión de radio donde estaba siendo entrevistado.

## Rendimiento comercial
«Albert Flasher» fue publicado como lado B del sencillo «Broken» el 9 de julio de 1971. La canción alcanzó el puesto #13 en Canadá y el puesto #28 en Australia. También alcanzó la posición #29 en el Billboard Hot 100.

## Versiones en vivo
- Una versión grabada en Paramount Theatre el 22 de mayo de 1972 fue publicada en el álbum en vivo Live at the Paramount.[4]

## Otros lanzamientos
- La canción fue publicada como lado B de «Broken» el 9 de julio de 1971.[5]
- La canción ha aparecido en numerosos álbumes compilatorios de The Guess Who:
  - The Best of the Guess Who (1971)
  - The Best of the Guess Who, Vol. 2 (1974)
  - Track Record: The Guess Who Collection (1988)
  - At Their Best (1993)
  - The Ultimate Collection (1997)
  - Greatest Hits (1999)
  - Anthology (2003)

## Posicionamiento
| Gráficas (1971)                    | Pico de posición |
| ---------------------------------- | ---------------- |
| Australia (Kent Music Report)      | 28               |
| Canadá (RPM Top Singles)           | 13               |
| Estados Unidos (Billboard Hot 100) | 29               |

## Uso en la cultura popular
- La canción aparece en la película de 2000, Almost Famous, sin embargo, no fue incluida en la banda sonora.[8]